# Confessions Remixed
Confessions Remixed – remix-album Madonny z remiksami jej utworów towarzyszący płycie Confessions on a Dance Floor.
Wydawnictwo ukazało się jedynie jako trzypłytowy album winylowy wydany w limitowanej ilości 3000 kopii, skierowane głównie do DJ-ów, choć ogólnie dostępne w sklepach.

## Lista utworów
| #  | Tytuł | Czas |
| -- | --- | ---- |
| 1. | "Hung Up (SDP Extended Vocal)" Autor: Madonna Ciccone, Stuart Price, Benny Andersson, Björn Ulvaeus Producent: Madonna, Stuart Price Producent remiksu: Stuart Price                             | 7:58 |
| 2. | "Hung Up (SDP Extended Dub)" Autor: Madonna Ciccone, Stuart Price, Benny Andersson, Björn Ulvaeus Producent: Madonna, Stuart Price Producent remiksu: Stuart Price                               | 7:56 |
| 3. | "Sorry (Man with Guitar Mix)" Autor: Madonna Ciccone, Stuart Price Producent: Madonna, Stuart Price Producent remiksu: Stuart Price                                                              | 7:23 |
| 4. | "Get Together (Jacques Lu Cont Mix)" Autor: Madonna Ciccone, Anders Bagge, Peer Åström, Stuart Price Producent: Madonna, Stuart Price, Anders Bagge, Peer Åström Producent remiksu: Stuart Price | 6:19 |
| 5. | "I Love New York (Thin White Duke Mix)" Autor: Madonna Ciccone, Stuart Price Producent: Madonna, Stuart Price Producent remiksu: Stuart Price                                                    | 7:42 |
| 6. | "Let It Will Be (Paper Faces Mix)" Autor: Madonna Ciccone, Mirwais Ahmadzaï, Stuart Price Producent: Madonna, Stuart Price Producent remiksu: Paper Faces (Adam Blake, Stuart Price)             | 7:30 |

## Single
Wydawnictwo nie było promowane żadnym singlem.